# Котляковский ручей
Котляко́вский ручей (Котляко́вский овраг) — малая река в районе Москворечье-Сабурово Южного административного округа Москвы, левый приток Чертановки. Название происходит от деревни Котляково. По состоянию на начало 2018 года ручей заключён в подземный коллектор, его долина засыпана, местность застроена промышленной зоной.
Длина реки составляет 2-2,5 км, площадь водосборного бассейна — 2,5 км². Исток находился в 300—400 метрах к северо-востоку от станции метро «Варшавская». Водоток в коллекторе проходит между 1-м Котляковским переулком и улицей Москворечье до слияния с Чертановкой. Деревня Котляково располагалась на правом берегу ручья.